# Tephrosia wynaadensis
Tephrosia wynaadensis là một loài thực vật có hoa trong họ Đậu. Loài này được J.R.Drumm. miêu tả khoa học đầu tiên.